# علی‌اکبر توانا
علی‌اکبر توانا شهردار تهران از آذر ۱۳۴۲ تا اسفند ماه ۱۳۴۲ بود.
علی‌اکبر توانا از کارمندان وزارت کشور بود که در پی اختلاف بین شهردار تهران احمد نفیسی و وزیر وقت کشور و برکناری احمد نفیسی به این سمت منصوب شد.